# Angerlinde in Weidenhausen (Meißner)
Das Pflanzdatum der Angerlinde in Weidenhausen ist unbekannt. In einem im Jahr 1984 erschienenen Buch wird ihr Alter mit 80 Jahren angegeben. Sie gehört zu den 101 Bäumen und Baumgruppen im ehemaligen Kreis Eschwege, die anlässlich der Neuregelung des Naturschutzes im Jahr 1936 in das Naturdenkmalbuch des Landkreises eingetragen und danach durch das Reichsnaturschutzgesetz geschützt wurden.

## Standort
Die Linde befindet sich unmittelbar neben dem Kirchhof der Evangelischen Kirche in Weidenhausen, einem Ortsteil der Gemeinde Meißner im nordhessischen Werra-Meißner-Kreis. Der ummauerte Platz, auf dem sie steht, diente vermutlich früher einmal als Versammlungsort und Gerichtsstätte.
Weidenhausen, das erstmals im Jahr 1301 als „Widenhusen“ urkundlich erwähnt wurde, gehörte einst zum Besitz des Grafen Otto von Bilstein, der seine Lehnsgüter dem Landgrafen Heinrich verkaufte. In der Zeit der Ersterwähnung soll hier auch eine Kapelle zu Ehren der heiligen Katharina errichtet worden sein. Die jetzige Kirche wurde kurz vor der Reformation im Jahr 1522 erbaut. Diese Jahreszahl findet sich noch über dem westlichen Eingang der Kirche.

## Schutz
In der Liste der Naturdenkmale im Werra-Meißner-Kreis hat die Linde die Nummer ND 636.592 und wird als „rechtsverbindlich festgesetzte Einzelschöpfung der Natur“ durch das Bundesnaturschutzgesetz besonders geschützt. Bereits im Jahr 1936, anlässlich der Neuregelung des Naturschutzes durch das Naturschutzgesetz vom 26. Juni 1935, wurde sie mit Zustimmung der höheren Naturschutzbehörde unter der laufenden Nummer 92 in das Naturdenkmalbuch des Kreises Eschwege eingetragen und erhielt mit dem Inkrafttreten der Verordnung zur Sicherung von Naturdenkmalen in den Stadt- und Landkreisen des Regierungsbezirks Kassel am 1. November 1936 den Schutz des Reichsnaturschutzgesetzes. Rund um Kirche und den Anger mit der Linde erstreckt sich die Gesamtanlage des Ortes, die die historische Bausubstanz repräsentiert und aus geschichtlichen Gründen unter Denkmalschutz steht. Im Denkmalverzeichnis des Landes Hessen hat die Gesamtanlage die Nummer 38360.

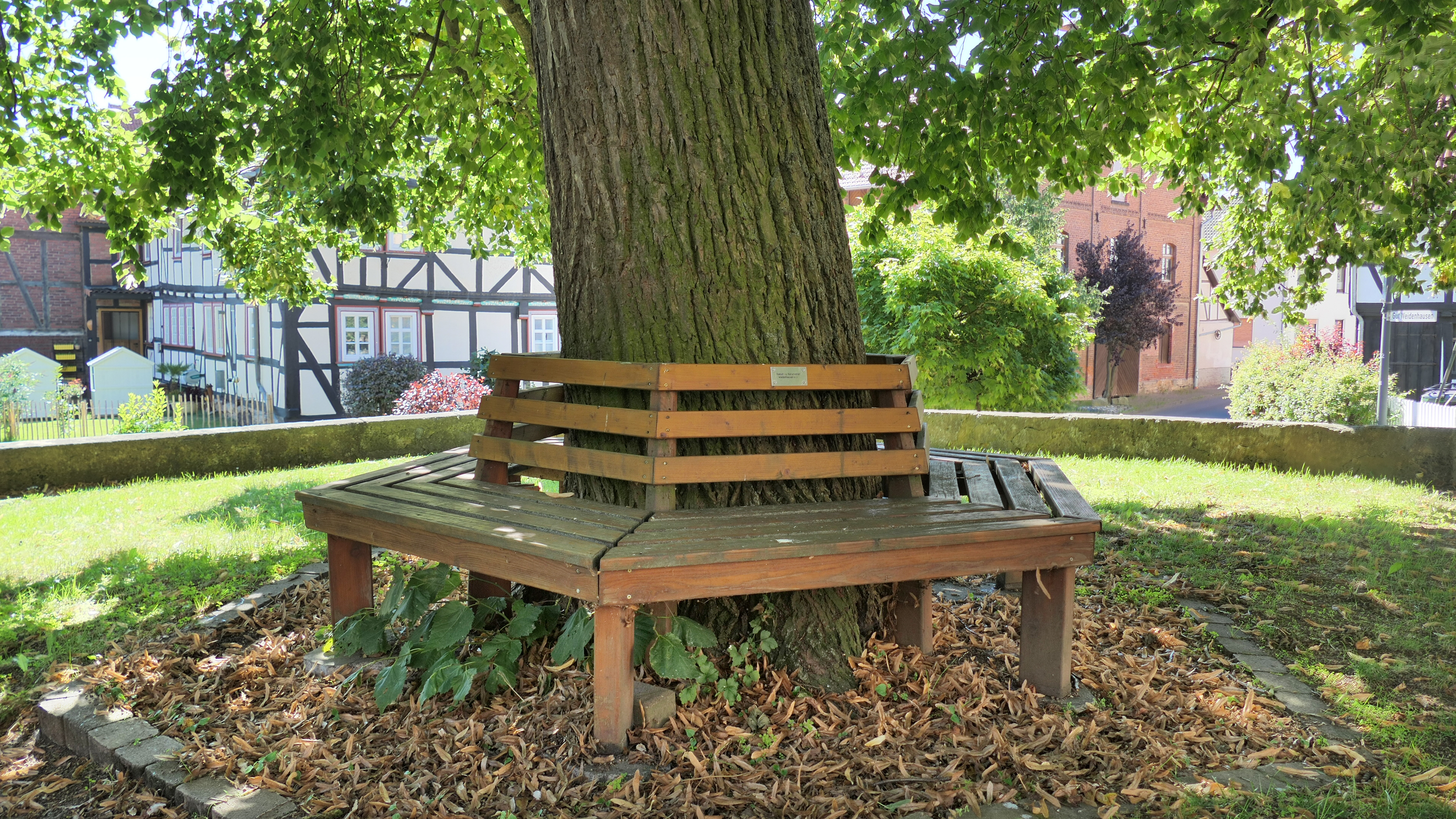
Stamm der Angerlinde mit umlaufender Bank
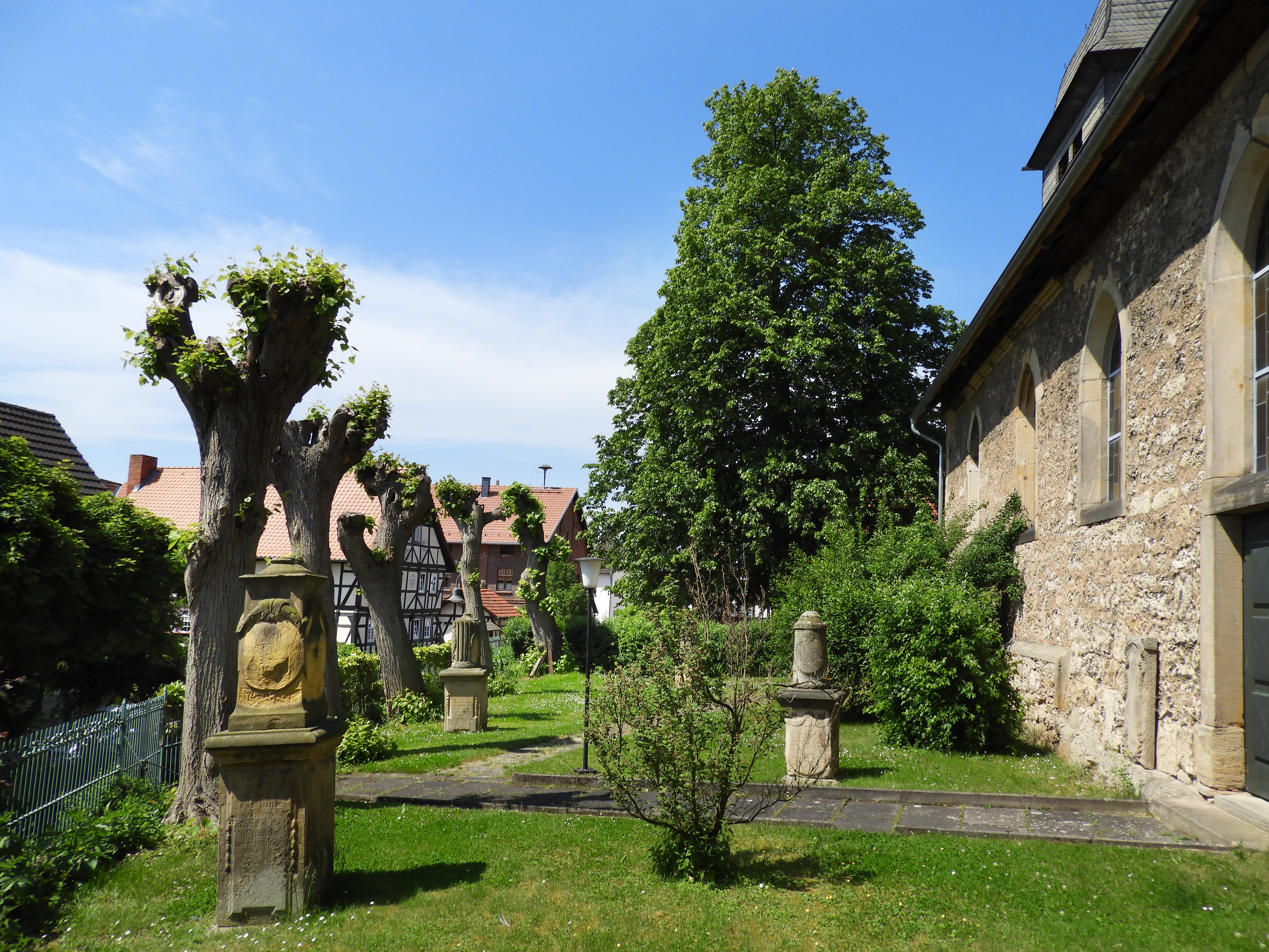
Linden auf der südlichen Seite des Kirchhofs

## Linden auf dem Kirchhof
Der an den Anger angrenzende Kirchhof wird von mehreren Linden umgeben, deren Baumkronen bis auf den Stamm zurückgeschnitten werden. Sie wurden mit der gleichen Verordnung wie die Angerlinde unter der laufenden Nummer 93 in das Naturdenkmalbuch des Kreises Eschwege eingetragen und haben in der Liste der Naturdenkmale im Werra-Meißner-Kreis die Nummer ND 636.593.